# Grasleemhoed
De grasleemhoed (Agrocybe pediades) is een schimmel behorend tot de familie Strophariaceae. Het zijn kleine, bleekbruine paddenstoeltjes die vanaf de lente tot in de nazomer kunnen opduiken in schrale wegbermen, onbemeste gazons, parken en plantsoenen, op open plekken in bossen, in duinvalleien tussen gras en mos en soms zelfs in de zeereep. De schimmel kan in het gras als heksenkring groeien.

## Kenmerken

### Uiterlijke kenmerken
Hoed
De hoed is 1 tot 4 cm in diameter]. Bij jonge vruchtlichamen is de vorm halfrond. Later wordt deze convex en bij oudere vruchtlichamen bijna vlak. De hoedhuid is bij jonge exemplaren plakkerig en donkerbruin. Het vervaagt naar okergeel als het droog is. Af en toe vertonen jongere paddenstoelen vluchtige resten van velum op de rand van de hoed.
Lamellen
De lamellen zijn breed op de steel gegroeid, slechts licht afgerond en vrij smal. Als ze jong zijn, zijn ze bleek oker, uiteindelijk hebben ze een donkerbruine kleur met witachtige randen.
Steel
De steel is 3 tot 6 cm lang en 1-2 mm dik, vezelig en ruw, hol van ouderdom en heeft vaak een kleine knolvormige basis met myceliumstrengen tot 3 cm lang. Het okerkleurige oppervlak is fijn gesponnen tot duidelijk ruw van structuur.
Geur
Het vlees ruikt naar meel of komkommer.
Sporenprint
De sporenprint is donkerbruin.

### Microscopische kenmerken
De sporen zijn elliptisch, meestal vrij brede tot ovale, aan de zijkanten iets afgeplat, dikwandig en meten 10,5-16 (-20) × 7-11 (-15) µm breed. De lamellaire randen zijn dicht bedekt met 20-45 (54) µm lange cheilocystidia. Ze zien er flesvormig uit. Daarentegen zijn er geen of alleen geïsoleerde pleurocystiden (cystidia op het lamellaire oppervlak). Deze zijn knotsvormig, met puntige of licht uitgezette uiteinden en meten 30–70 × 8–15 µm.

## Verspreiding
De grasleemhoed is wijdverbreid in Europa (van Scandinavië tot Italië) en in Noord-Amerika (bv. Californië, Ontario, Quebec). Hij is ook bekend uit Australië, Nieuw-Zeeland en Azië. In Nederland komt hij zeer algemeen voor. Hij staat niet op de rode lijst en is niet bedreigd. In Nederland groeit hij vaak samen met het duizendblad (Achillea millefolium), vroege haver (Aira praecox) en het gewoon struisgras (Agrostis capillaris).

## Taxonomie
Het werd voor het eerst beschreven als Agaricus pediades door de Zweedse mycoloog Elias Magnus Fries in 1821. In 1889 plaatste Victor Fayod het in huidige geslacht Agrocybe.

## Foto's

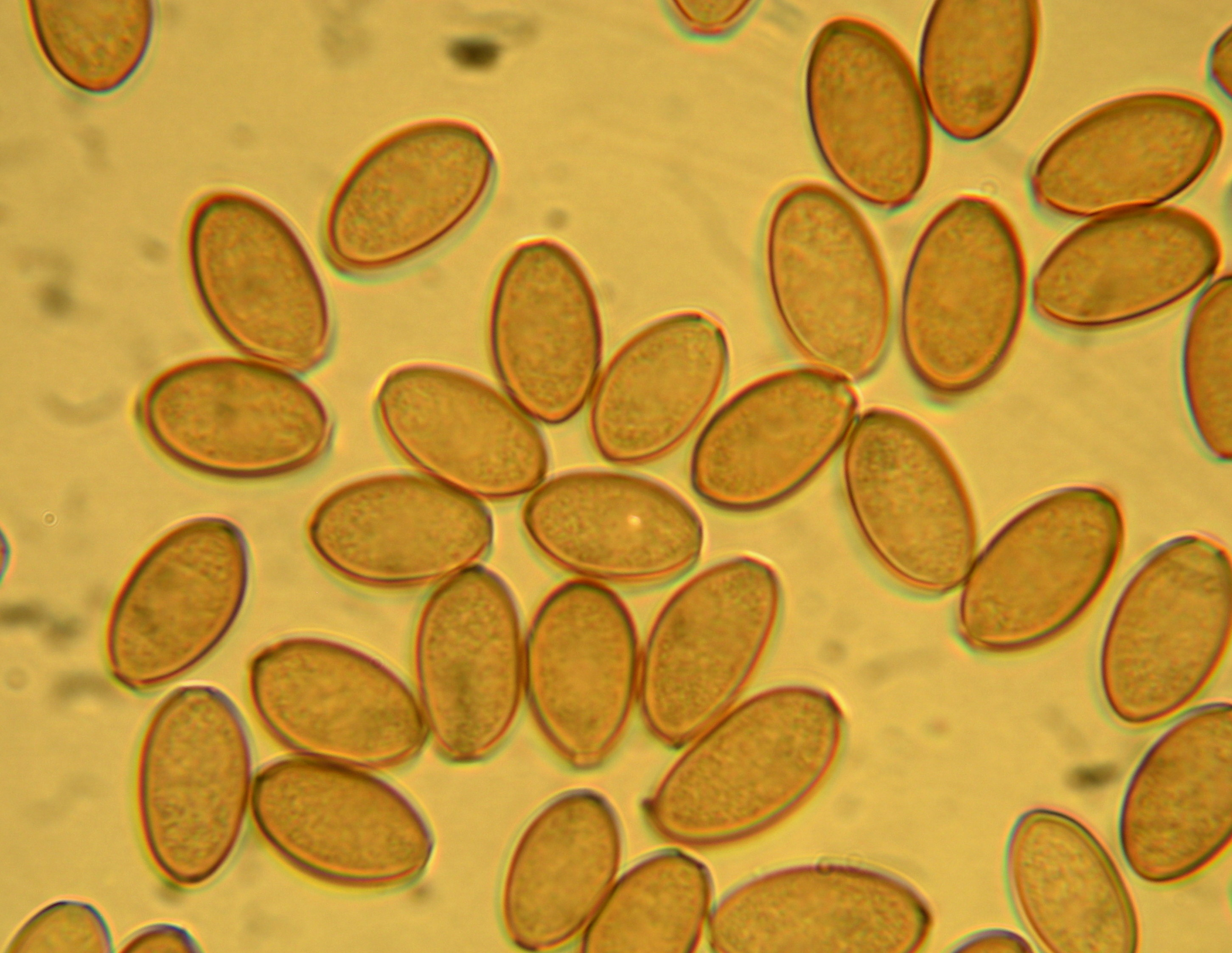
Sporen
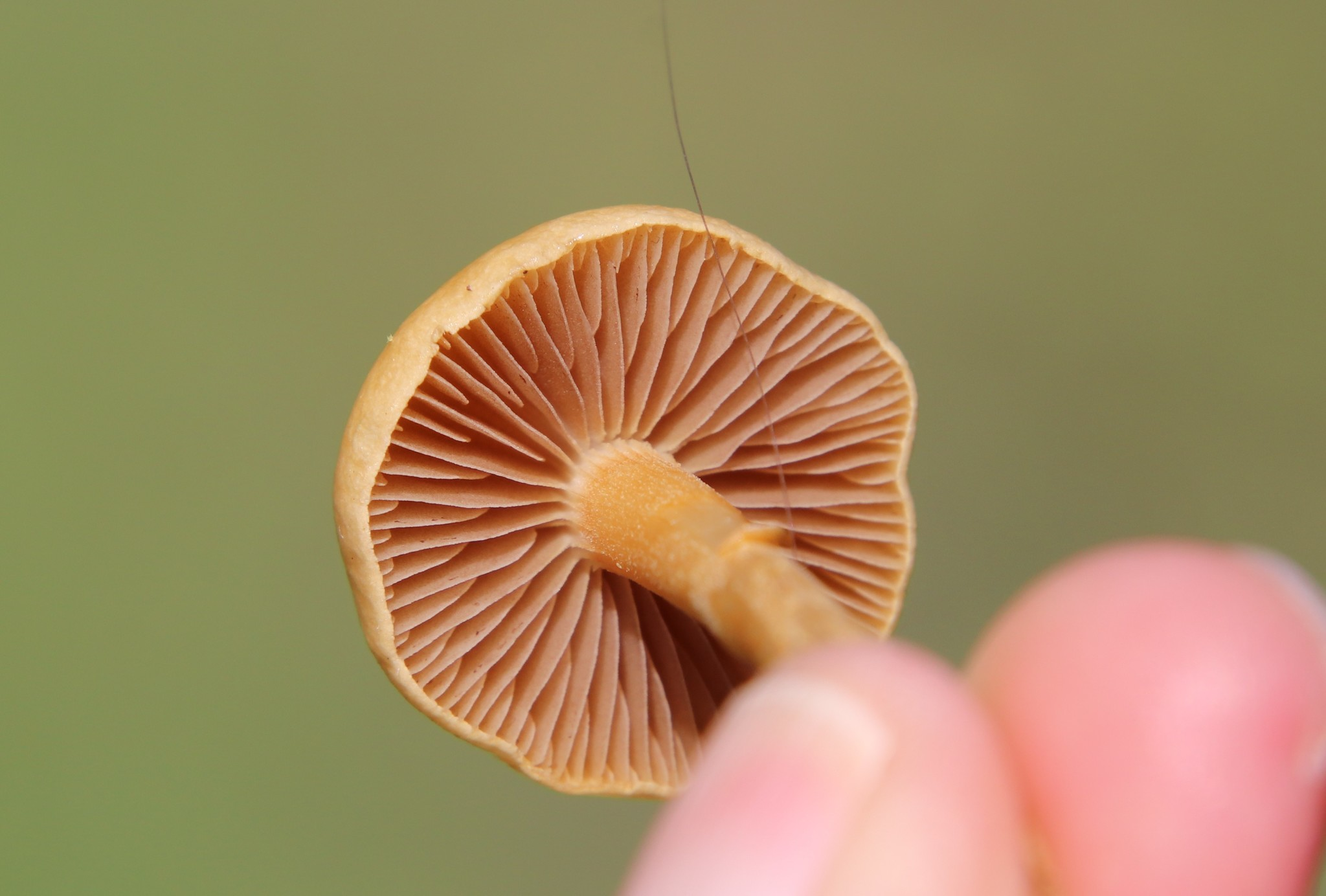
Lamellen
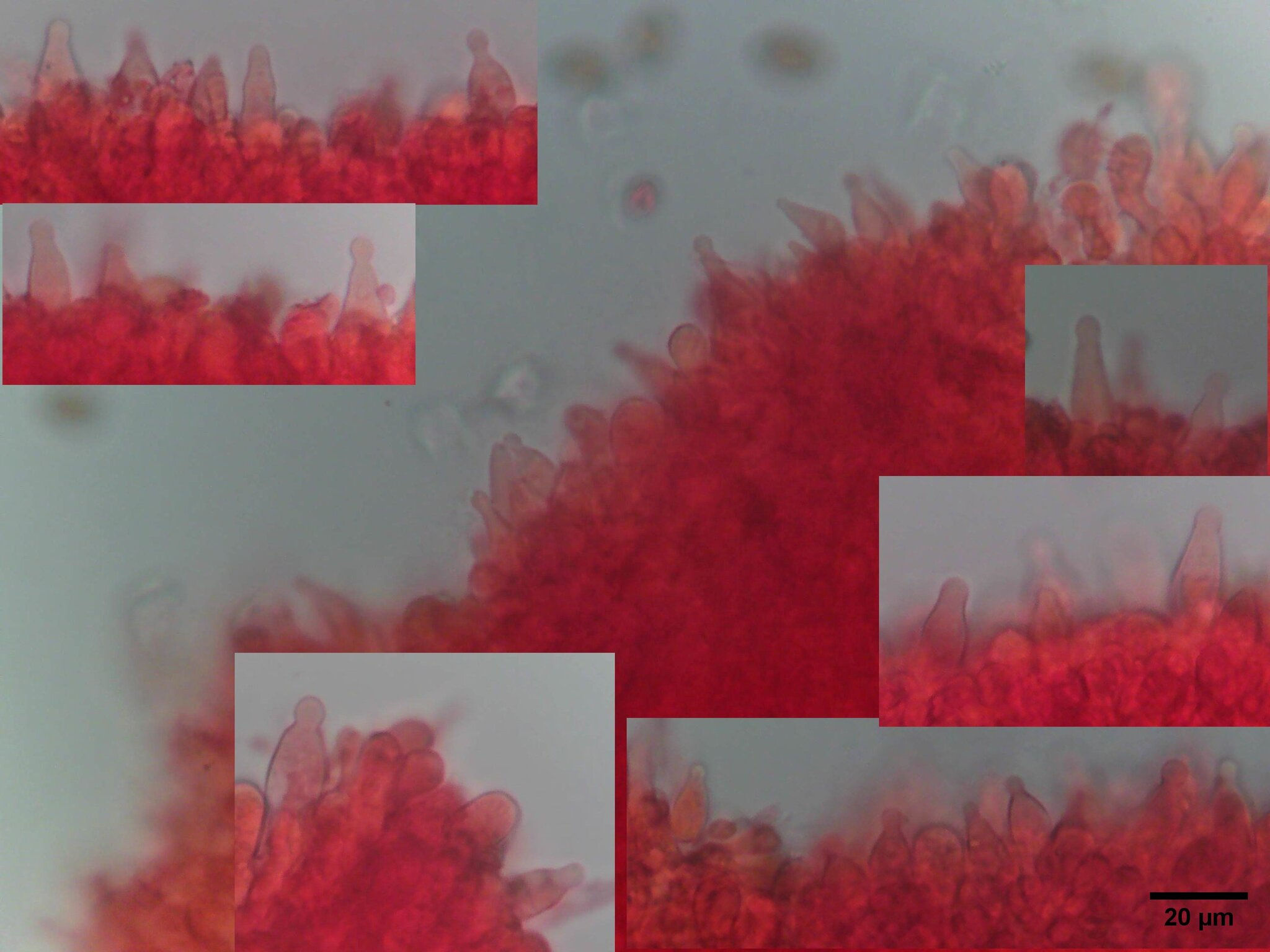
Cheilocystiden
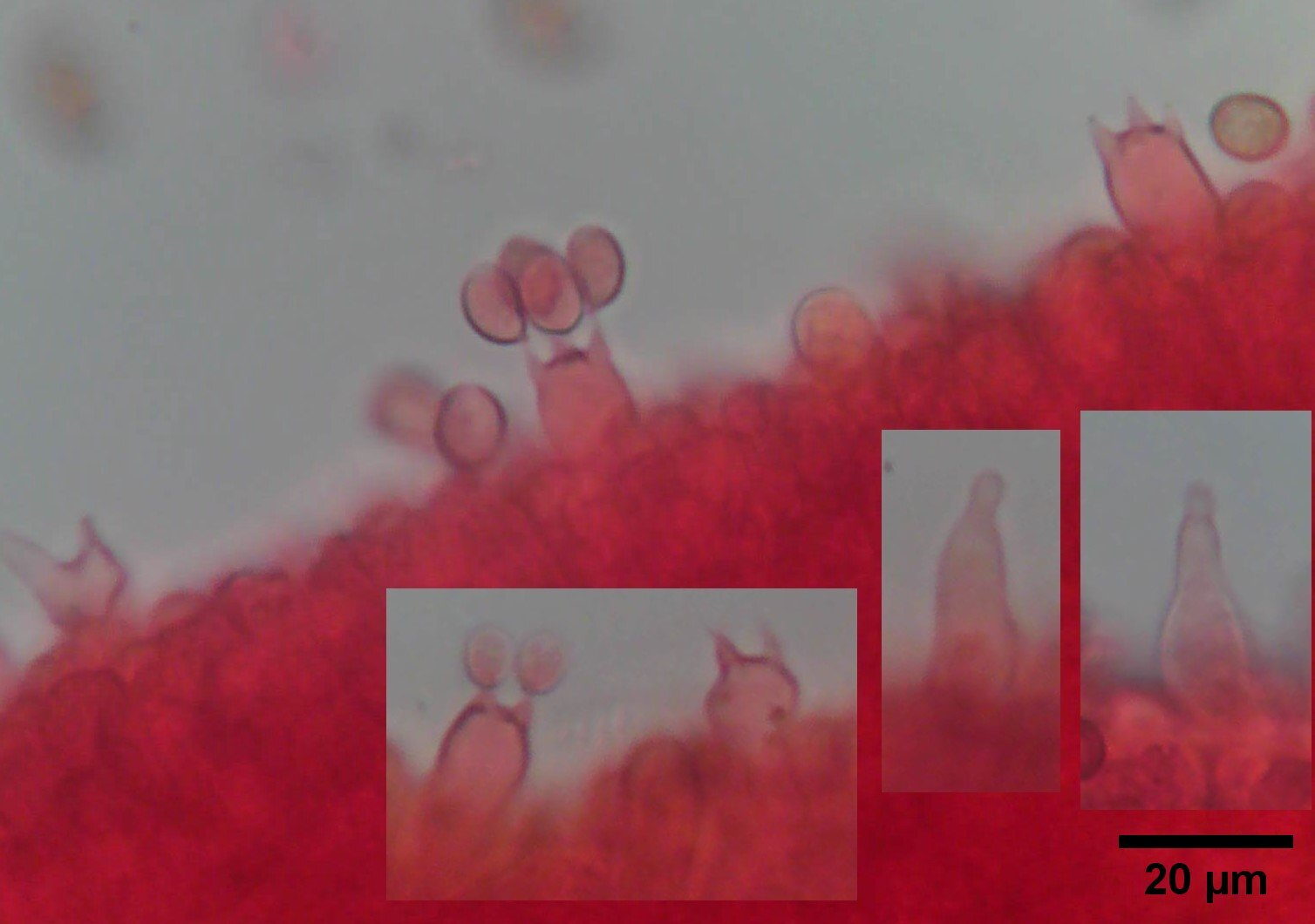
Basidia